# APM 08279+5255
APM 08279+5255 est un quasar super-lumineux, très éloigné, situé dans la constellation du Lynx. Il est agrandi et découpé en 3 images par une lentille gravitationnelle d'une galaxie à travers laquelle sa lumière passe. Il apparaît comme une galaxie elliptique géante,,.

## Lentille de APM 08279+5255
La lentille de APM 08279+5255 a été identifiée par le Automatic Plate Measuring (APM) en 1998. Le APM  est une étude qui a pour but d'identifier les étoiles carbonées dans le halo galactique. Lors de l'identification de APM 08279+5255, il a été observé que le quasar était le plus lumineux de l'univers mais lors de la découverte de la lentille, il a été remarqué que la lentille gravitationnelle a pour effet d'amplifier la luminosité de APM 08279+5255. Mais à ce moment, les scientifiques n'avaient identifié qu'une lentille. Il faudra attendre l'étude effectuée avec la caméra infrarouge NICMOS du télescope spatial Hubble pour découvrir les trois autres lentilles de APM 08279+5255; une fois la correction des lentilles effectuée, la vraie luminosité de APM 08279+5255 a pu être mise en évidence, le résultat de cette correction sera que APM 08279+5255 produit une lumière équivalente à 1014 jusqu'à 1015 fois celle du Soleil.
Après une observation plus détaillée, il semble que la galaxie qui déforme l'image de APM 08279+5255 est une galaxie spirale et non elliptique mais ce résultat n'est pas sûr à 100%,,,,

## Structure galactique de APM 08279+5255
APM 08279+5255 est une source ultra lumineuse dans à peu près tous les domaines de la lumière. En utilisant une équipe de télescopes travaillant dans tous les domaines de la lumière, la région de APM 08279+5255 a pu être entièrement cartographiée. Avec la cartographie infrarouge, une certaine dispersion de distribution moléculaire de CO, CN, HCN, et HCO+ ainsi que du carbone atomique a pu être trouvé.
Depuis ces observations, APM 08279+5255 serait une galaxie elliptique géante traversée de grands nuages de gaz poussiéreux, le centre de cette galaxie est un centre de type AGN (Active Galactic Nucleus). Ce centre AGN est un radio-silencieux possédant deux jets bipolaires. Le trou noir qui siège au centre de cette galaxie est l'un des plus massifs connus, en effet selon la méthode de la dispersion des vitesses, APM 08279+5255* serait d'une masse de 23 milliards de masses solaires tandis que la méthode de la cartographie des émissions, relèverait une masse de 10 milliards de masses solaires. Le trou noir central serait entouré d'un disque d'accrétion assez compact (quelques parsecs) ce qui ferait que APM 08279+5255 serait un blazar. Pour valider la présence d'un blazar au centre, il faudrait valider la taille de la région active du quasar. Ce quasar central est d'ailleurs entouré d'un tore de poussières de 100 parsecs. Ce quasar est d'ailleurs l'un des seuls quasars à posséder deux disques d'accrétion. Le deuxième disque d'accrétion mesure 500 parsecs. Le quasar central est aussi entouré d'une région de naissances d'étoiles, cette région serait à l'origine de puissants sursauts de formation,,.

## Age de APM 08279+5255
Selon la région centrale, le trou noir de APM 08279+5255 serait âgé de 12.2 milliards d'années soit 1,6 milliard d'années après le Big Bang,.